# Dystrykt Lufwanyama
Dystrykt Lufwanyama – dystrykt w Zambii w Prowincji Copperbelt. W 2000 roku liczył 63 185 mieszkańców (z czego 50,96% stanowili mężczyźni) i obejmował 12 932 gospodarstw domowych. Siedzibą administracyjną dystryktu jest Lufwanyama.